# تپه علی‌آباد شور
تپهٔ علی‌آباد شور مربوط به دورهٔ سامانیان و تیموری است و در جنوب شرقی شهرستان سبزوار، بخش مرکزی، دهستان قصبه شرقی، روستای علی‌آباد شور واقع شده و این اثر در تاریخ ۲۴ اسفند ۱۳۸۴ با شمارهٔ ثبت ۱۵۲۲۸ به‌عنوان یکی از آثار ملی ایران به ثبت رسیده است.